# Manuel Plata Azuero
Manuel Plata Azuero fue un médico y dirigente colombiano, nacido en Oiba, municipio del departamento de Santander, el 22 de febrero de 1823, en el hogar del notable jurista sangileño Trinidad Plata Durán y Bárbara Azuero Gómez, y fallecido en Villeta el 23 de julio de 1899.

## Ejercicio profesional
Doctor en medicina de la Universidad Central de Bogotá en 1845, profesión que ejerció en Girón, Bucaramanga y Piedecuesta, periplo en el que asumió la gobernación de la Provincia de Soto. Durante la revolución de 1854 fue médico del ejército legitimista. Luego fue diputado a la Asamblea del Estado de Santander. Se especializó en Estados Unidos y en Francia, lo que le permitió ser miembro honorario de la Sociedad Anatómica de París. Representante a la Cámara en 1867. Hizo parte del grupo cívico-militar que propició el derrocamiento del presidente Mosquera el 23 de mayo de 1867. Autor de la ley que creó a la Universidad Nacional de Colombia, de la cual fue rector y profesor.  

## Familia
El doctor Plata había contraído matrimonio  por primera vez con Jenara Añez, con quien no tuvo hijos, y por segunda vez con María Josefa Rivas Tobar, con quien fue padre de Julia, Adela, María Josefa, José Manuel y Alicia Plata Rivas.    